# Nolatypa phoenicolepia
Nolatypa phoenicolepia är en fjärilsart som beskrevs av George Francis Hampson 1920. Nolatypa phoenicolepia ingår i släktet Nolatypa och familjen trågspinnare. Inga underarter finns listade i Catalogue of Life.